# Benthe
Benthe ist ein Stadtteil der Stadt Ronnenberg in der niedersächsischen Region Hannover.

## Geografie
Das Dorf liegt am Benther Berg, einem etwa 2 mal 5 km großen bewaldeten Hügel am westlichen Stadtrand von Hannover.
Im unmittelbaren Speckgürtel der Landeshauptstadt von Niedersachsen sind der bis zu 173,3 m ü. NHN hohe Berg und seine Umgebung als Naherholungsgebiet ausgewiesen.

## Geschichte
Die Hügelgrabfelder auf dem Benther Berg belegen, dass bereits während der Bronzezeit Menschen in der fruchtbaren Calenberger Lössbörde nahe Benthe lebten. Im Untergrund besteht ein Salzstock, der durch ein Bergwerk abgebaut wurde. 1290/1304 trat Benthe als Benenthe in Erscheinung.

### Eingemeindungen
Am 1. Juli 1969 wurden die zuvor selbständigen Gemeinden Benthe, Empelde, Linderte, Ronnenberg, Vörie und Weetzen aufgelöst und daraus die neue Gemeinde Ronnenberg gebildet. Im Zuge der Gebietsreform in Niedersachsen, die am 1. März 1974 stattfand, wurde ihr Ihme-Roloven eingegliedert. Am 12. Dezember 1975 erhielt die neue Gemeinde Ronnenberg die Stadtrechte.

### Einwohnerentwicklung
| Jahr      | 1910  | 1925  | 1933  | 1939  | 1950  | 1956  | 2007  | 2021  |
| --------- | ----- | ----- | ----- | ----- | ----- | ----- | ----- | ----- |
| Einwohner | 482   | 562   | 624   | 927   | 1841  | 1767  | 1970  | 1820  |
| Quelle    | [ 6 ] | [ 7 ] | [ 7 ] | [ 7 ] | [ 1 ] | [ 1 ] | [ 8 ] | [ 2 ] |

|  |

## Politik

### Ortsrat
Die Wahl zum Ortsrat 2021 ergab das dargestellte Ergebnis.
Der Ortsrat von Benthe setzt sich aus sieben Ratsmitgliedern folgender Parteien zusammen:
- CDU: 2 Sitze
- SPD: 1 Sitz
- Grüne: 3 Sitze
- FDP: 1 Sitz

(Stand: Kommunalwahl 12. September 2021)

### Ortsbürgermeister
Der Ortsbürgermeister von Benthe ist Henning Bitter (CDU). Sein Stellvertreter ist Michael Below (Grüne).

### Wappen
Der Entwurf des Kommunalwappens von Benthe stammt von dem Heraldiker und Grafiker Alfred Brecht, der zahlreiche Wappen in der Region Hannover erschaffen hat. Die Genehmigung des Wappens wurde am 16. November 1961 durch den Regierungspräsidenten in Hannover erteilt.
| Wappen von Benthe | Blasonierung: „In geteiltem Schild, oben in Rot ein wachsendes, gold-bewehrtes silbernes Einhorn, unten in Silber eine dreigestufte, rote Spitze, belegt mit einer goldenen Waage.“ |
| Wappen von Benthe | Wappenbegründung: Das auf dem Wappen dargestellte Einhorn ist dem Familienwappen der Familie von Benthe entnommen, die in Hannover ansässig war. Der siebenstufige Schildfuß mit der Waage symbolisiert das Dorfgericht in Benthe, das mit dem Richter Heneke Grymeselle um 1380 bis nach 1420 in Benthe getagt hat. Die Sage von den Sieben Trappen, ist in diese Darstellung von Alfred Brecht 1961 einbezogen worden. |

## Kultur und Sehenswürdigkeiten

### Bauwerke

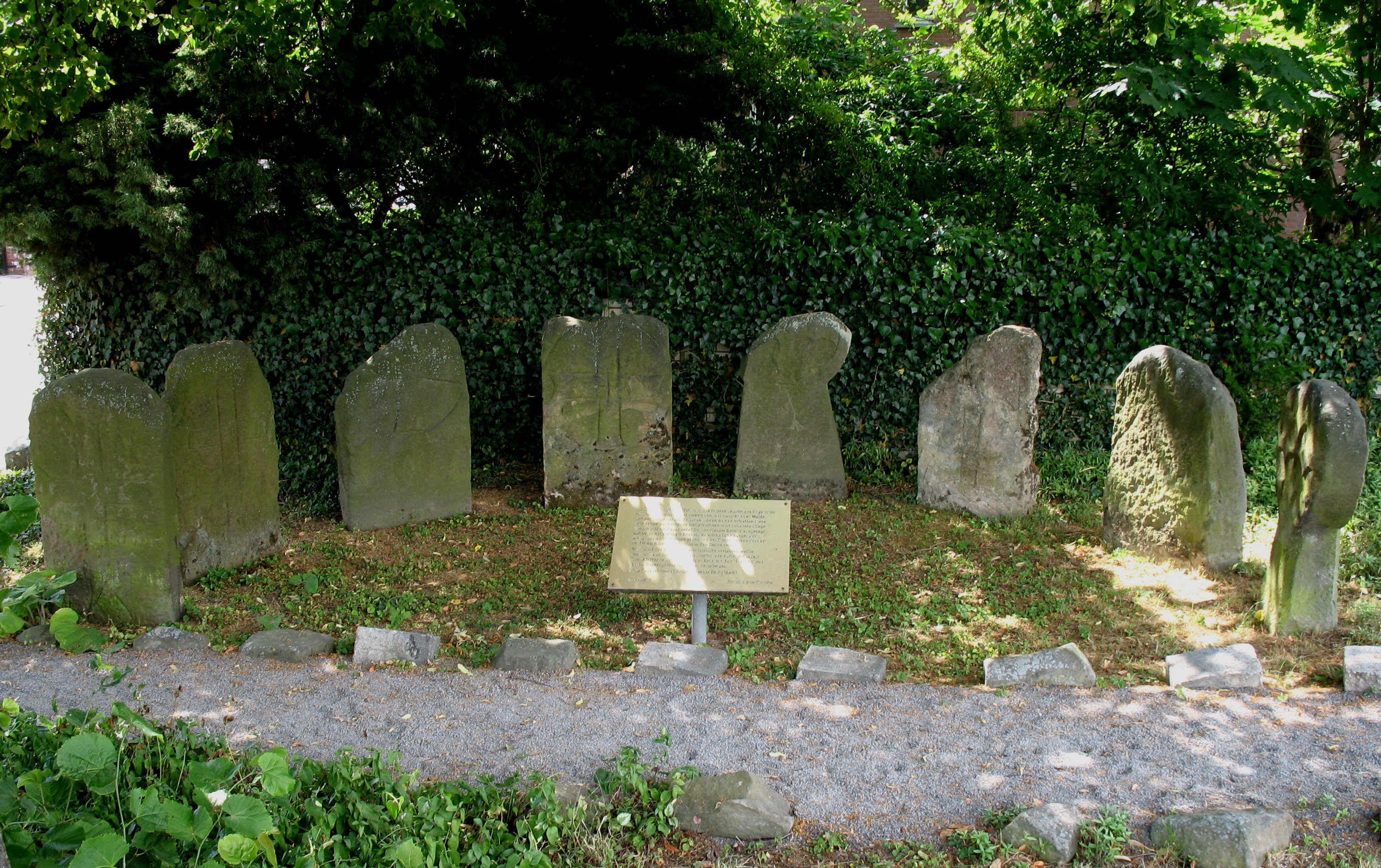
Die Benther Kreuzsteine „Sieben Trappen“

- Sieben-Trappen-Steine

Die Sieben-Trappen-Steine sind acht Kreuzsteine, die im Mittelalter südlich von Benthe an sieben Kuhlen aufgestellt wurden. Dort soll sich ein Platz befunden haben, an dem der Gograf Gericht mit Schöffen abhielt. Die Gerichtsstätte wurde erstmals um 1300 vom Bistum Minden als „curia benite“ erwähnt. Die Steine sollten die Angeklagten zur Redlichkeit ermahnen. Schriftlich erstmals erwähnt wurden die Steine 1474 als „bey den syven crucen“. Später kam noch ein achter Stein hinzu, der aus dem Benther Salzstock stammen soll. Auf jedem Stein befindet sich ein Kreuz auf der Vorder- und der Rückseite. Die Steine gehören zu den bekanntesten Kreuzsteinen in Niedersachsen.
- Holländerwindmühle

Die Benther Siebentrappenmühle wurde 1855 gebaut und bis 1950 betrieben. Seitdem wird sie als Wohngebäude benutzt.
- Herrenhaus Benthe

Das Herrenhaus Benthe entstand um 1750 als Kern eines früheren Gutshofes.

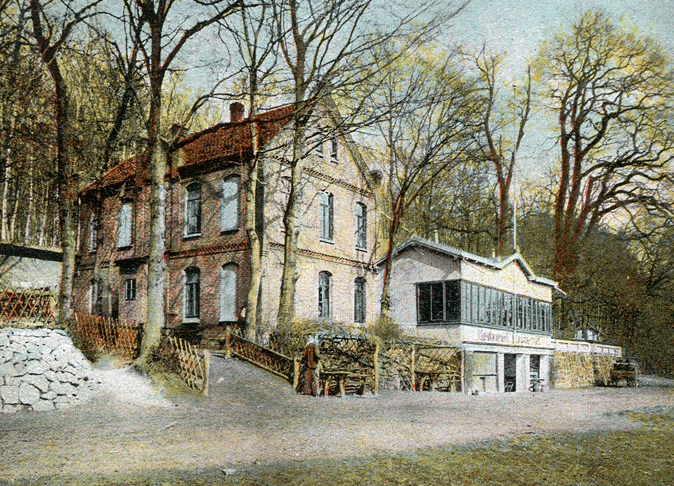
Ausflugsgaststätte Benther Berg-Terrassen um 1900
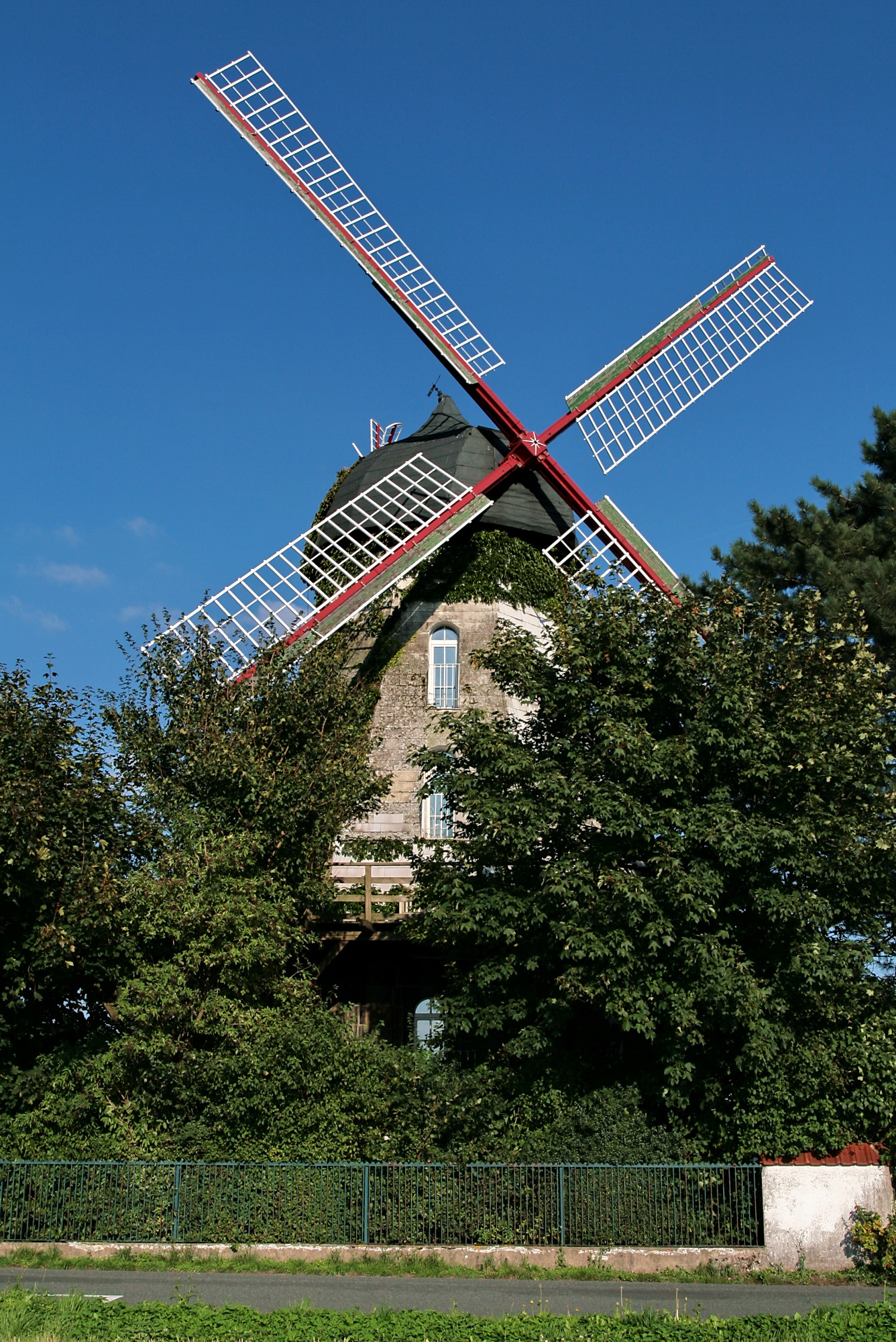
Siebentrappenmühle
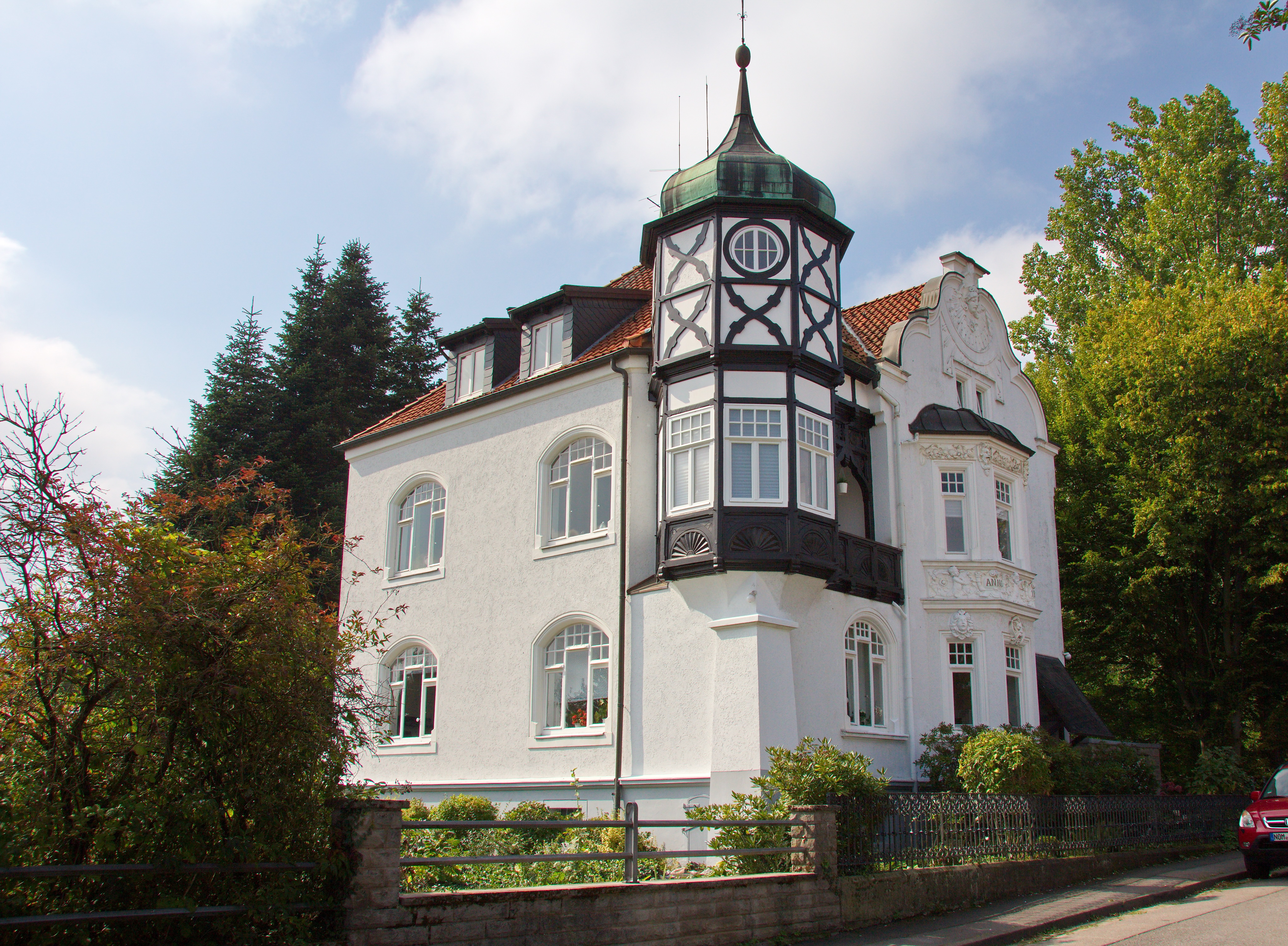
Villa Brabant
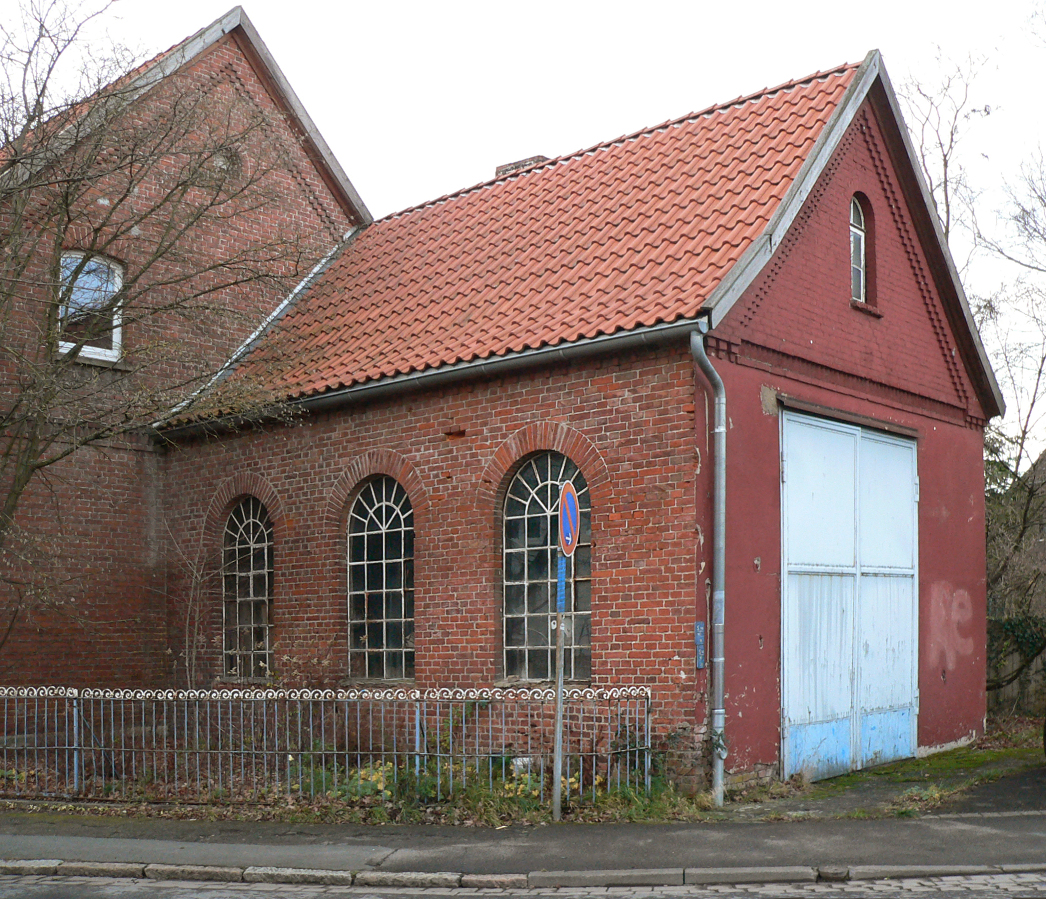
Alte Schmiede, ehemalige Bildhauerwerkstatt von Hannes Meinhard

### Kunstraum Benther Berg
Auf Anregung des Fördervereins Dorfentwicklung Benthe e. V. bezogen zehn Künstler in der Villa Kunterbunt freie Räume, die ihnen von der Stadt Ronnenberg zur Verfügung gestellt wurden. Es entstand der Kunstraum Benther Berg e. V., der am 12. Oktober 1997 mit einer Gemeinschaftsausstellung von Uwe Ahrens, Bärbel Erbstößer, Dieter Götze, Alireza Omumi, Carmen Repinski, Parvin Rezvanpour, Karin Sandberg-Kobling und Gérard Sery eröffnet wurde. Seit 1998 gibt es kontinuierlich sechs Ausstellungen im Jahr, die von den Mitgliedern kuratiert werden. Der Verein, der nicht kommerziell ausgerichtet ist, betrachtet seine Arbeit als Bereicherung des kulturellen Lebens im Großraum Ronnenberg und als Förderung regionaler und überregionaler Künstler.

## Bildung
In Benthe existiert eine der letzten einzügigen Grundschulen der Region, um deren Erhalt seit den 1990er Jahren mehrfach gekämpft wurde.

## Persönlichkeiten

### Söhne und Töchter des Ortes
- Hermann Schaedtler (1857–1931), Architekt
- Ulli Kulke (* 1952), Journalist und Autor
- Hartmut Stielow (* 1957), Bildhauer

### Personen, die mit dem Ort in Verbindung stehen
- Carl Noack, sorbisch Karlo Nowak (1873–1959), deutsch-sorbischer Maler, starb in Benthe
- Hannes Meinhard (1937–2016), Bildhauer und Zeichner, lebte in Benthe
- Wilhelm Kulke (* 1941), engagiert in Umwelt- und Naturschutz sowie Regionalgeschichte, lebt in Benthe
- Jörg Bente (* 1958), Orgelbaumeister, er schuf 1995 den Orgelneubau der Benther Kirche